# Marea Java

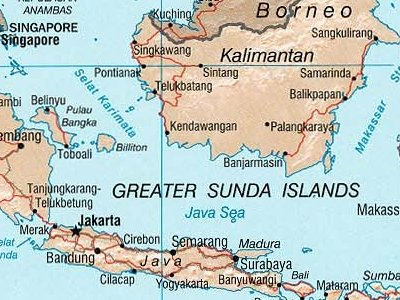
Marea Java

Marea Java este o mare de formă alungită cu adâncime medie mică de 80 m, ce se află situată în Asia de Sud Est și se întinde pe o suprafață de ca. 310.000 km², fiind înconjurată de insulele Indoneziei: Borneo în nord, Java în sud, Sumatra la vest și Sulawesi la est. Marea Java s-a format în timpul ultimei perioade de glaciațiune, când au fost inundate de marea două sisteme fluviale. La sud-vest se află strâmtoarea Sunda care face legătura mării cu Oceanul Indian. În nord-vest se află strâmtoarea Karimata care o leagă de Marea Chinei de Sud, iar de Marea Celebes este leagată prin strâmtoarea Makassar care se află în nord-est. La est se află Marea Flores iar la sud Marea Bali.
Clima tropicală a regiunii este influențată de muson care vara aduce apa din Marea Chineză, iar iarna din Marea Flores. Fauna este reprezentată prin 3000 de specii de pești care reprezintă o sursă importantă de venit pentru locuitori. Regiunea marină este apreciată de turiști prin numărul mare de specii corali și bureți de mare. O problemă este  echilibrul ecologic care este amenințat prin poluarea apei. La 26 august 1883 a avut loc erupția vulcanului Krakatau care a cauzat o catastrofă naturală în strâmtoarea Sunda.
Coordonate: 5° 16′ 0″ S, 111° 43′ 52″ E